# Castièro

Castièro, en el Valle de Arán.

Castièro es un tercio tradicional del Valle de Arán, (Cataluña, España) utilizado como circunscripción territorial para las elecciones al Consejo General de Arán. Resultado de la división del antiguo tercio de Viella, su territorio se corresponde con la parte sur del municipio de Viella y Medio Arán: Viella, Gausach, Casau, Betrén, Escuñau y Casarill.

## Elecciones
Desde la restauración de la estructura administrativa tradicional del Valle de Arán de 1990, elige 4 de los 13 Consejeros del Conselh Generau d'Aran.